# Collines Abijévis
Les collines Abijévis sont un groupe de collines situé dans le sud du parc national d'Aiguebelle à Rouyn-Noranda au Québec (Canada). Elles ont été formées par du magma qui s'est épanché en couches successives sous l'océan il y a 2,79 milliards d'années.

## Toponymie

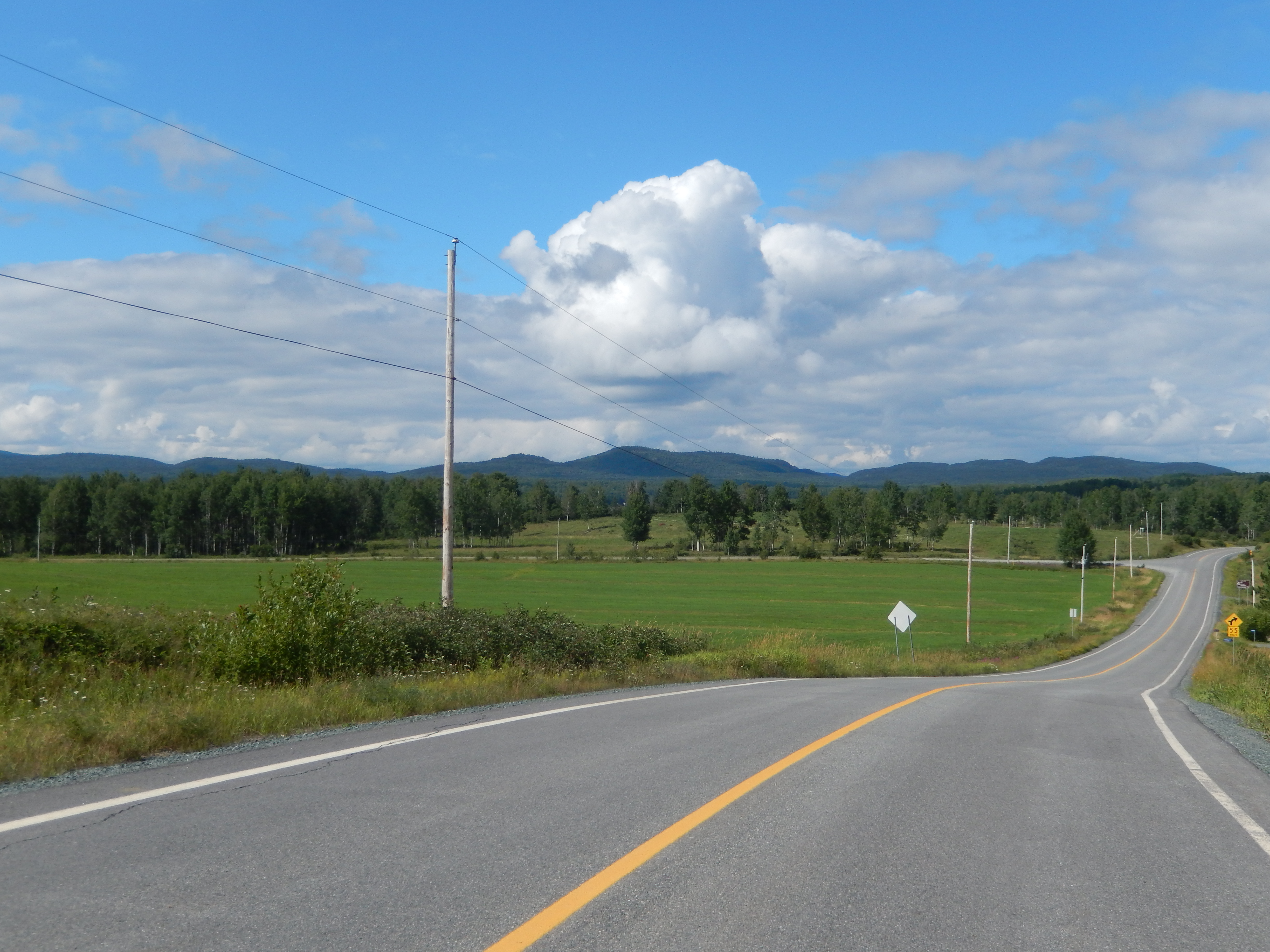
Les collines Abijévis vues de la route d'Aiguebelle à Mont-Brun.

L'origine du nom Abijévis est incertaine, mais les gens de la région croient qu'il proviendrait de la formation d'un mot-valise à partir d'Abitibi, le nom de la région, et de Kinojévis, la rivière qui coule au sud des collines. Le toponyme est apparu sur une carte au cours des années 1950.